# 四国方言
四国方言（しこくほうげん）は、四国（香川県・徳島県・愛媛県・高知県）の4県で使われる日本語の方言の総称。西日本方言に含まれる。

## 四国方言の下位区画
- 北四国方言（香川県・徳島県・南部を除く愛媛県）
- 南四国方言（西部を除く高知県）
- 四国西南部方言（愛媛県南部・高知県西部）

以上の3種類に分けられることが多いが、四国西南部方言を立てない、または北四国方言と南四国方言を統合して、2種類に分類することもある。
また、高知方言のみを別種とみて、予阿讃方言、高知方言と分類する場合もある。

## 四国方言のアクセント
徳島県東部と愛媛県中部、高知県中部・東部は京阪式アクセントが用いられており、このうち徳島県東部と高知県中部・東部のアクセントは、近畿中央部のものより古い時代の京都アクセントに近い。香川県と徳島県北西部・愛媛県東予地方では、讃岐式アクセントと言われるものが用いられており、これはかなり古い時代に他地域と異なった方向に変化を遂げたとみられるアクセントである。一方、愛媛県南部・高知県西部では、内輪東京式アクセントが用いられている。また、南西部の東京式アクセントとの接触地域や四国山地においては、垂井式アクセントが用いられている。
愛媛県大洲市から鬼北町、高知県檮原町にかけては、型の区別が無い一型式アクセントであり、「雨」と「飴」、「橋」と「箸」、「歯医者」と「廃車」等をアクセントによって区別することが出来ないが、無アクセントとは異なり、アクセントの知覚はあるという方言である。

## 四国方言の文法・語彙
文法や語彙の面では、周辺の近畿方言・中国方言・九州方言との共通点が多い。例えば、理由を表す「ケン・ケー・キニ・キー」等や、「～しよる・しゆー」と「～しとる・しちょる・しちゅー」のような区別は中国方言・九州方言との共通点であるし、京阪アクセントを用いるという点で近畿方言と共通している。また東に行けば行くほど近畿的な文法・語彙が多く、西に行けば行くほど東九州的な文法・語彙が多い傾向があるほか、南四国方言と四国西南部方言には、特徴的な語彙がいくらか多い。

## 比較
| 区画         | 四国北部方言 | 四国北部方言 | 四国北部方言 | 四国北部方言 | 四国北部方言 | 四国南部方言 | 四国南部方言 | 四国西南部方言 | 四国西南部方言 | 四国西南部方言 |
| 区画         | 徳島弁       | 徳島弁       | 讃岐弁       | 伊予弁       | 伊予弁       | 土佐弁       | 土佐弁       | 幡多弁         | 伊予弁         | 伊予弁         |
| 区画         | 徳島         | 阿波池田     | 高松         | 新居浜       | 松山         | 高知         | 大川         | 四万十         | 宇和島         | 大洲           |
| ------------ | ------------ | ------------ | ------------ | ------------ | ------------ | ------------ | ------------ | -------------- | -------------- | -------------- |
| アクセント   | 京阪式       | 讃岐式       | 讃岐式       | 讃岐式       | 京阪式       | 京阪式       | 垂井式       | 内輪東京式     | 内輪東京式     | 一型           |
| 四つ仮名区別 | ×            | ×            | ×            | ×            | ×            | ○            | ○            | ○              | ×              | ×              |
| 断定         | だ、じゃ、や | だ、じゃ、や | だ、じゃ、や | じゃ、や     | じゃ、や     | じゃ、や     | じゃ、や     | じゃ、や       | じゃ、や       | じゃ、や       |